# Operação Formosa

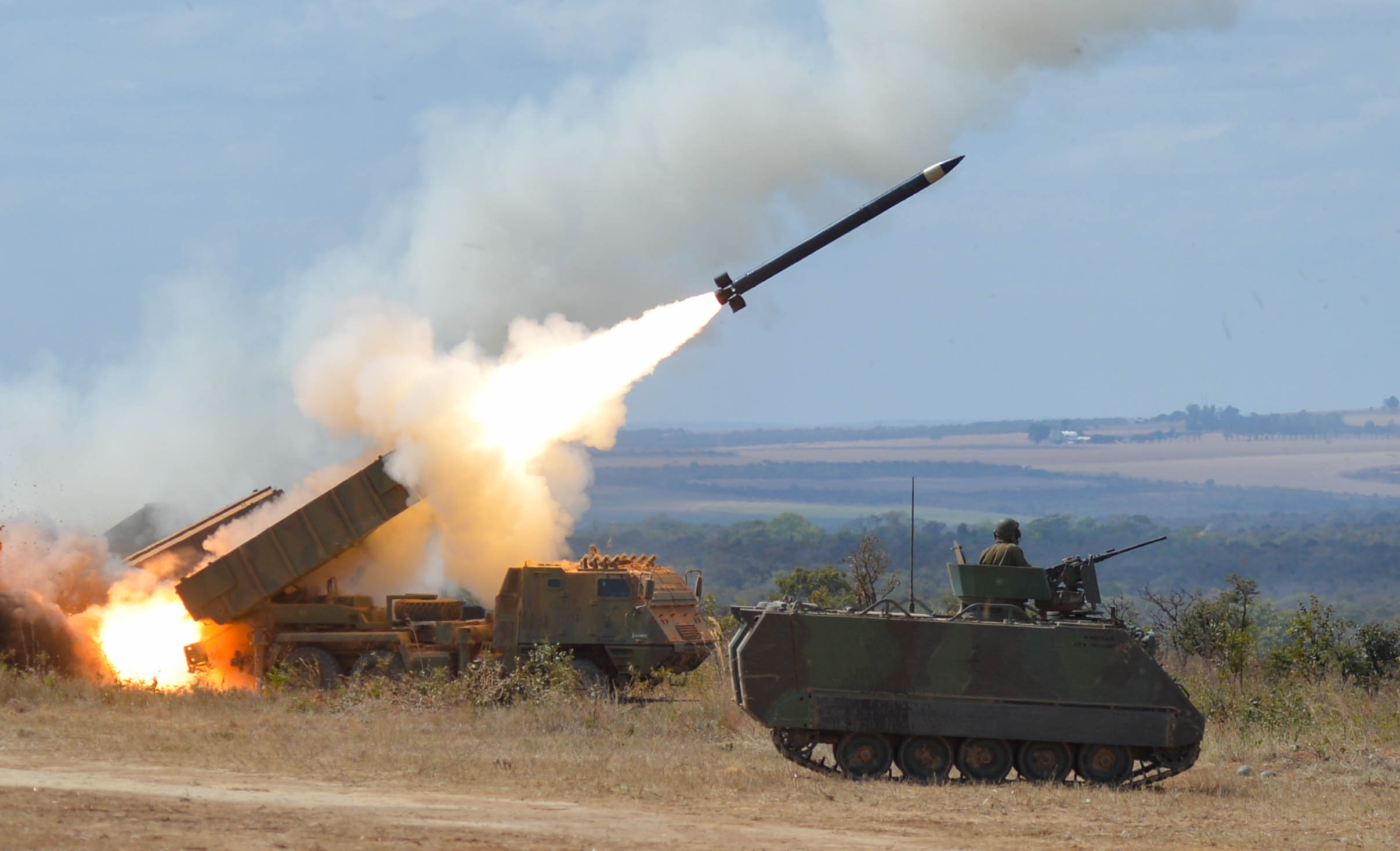
Lançador múltiplo de foguetes ASTROS 2020 (esq.) e blindado M-113 (dir.) do Corpo de Fuzileiros Navais na Operação Formosa 2022

A Operação Formosa é um exercício militar realizado anualmente desde 1988 pelo Corpo de Fuzileiros Navais do Brasil no Campo de Instrução da cidade de Formosa, em Goiás; sendo o maior treinamento militar da Marinha do Brasil no Planalto Central e o seu principal treinamento terrestre.
O principal objetivo desta operação é treinar militares da Força de Fuzileiros da Esquadra (FFE). Conforme nota da Marinha do Brasil, esta operação tem:
[O] propósito de assegurar o preparo do Corpo de Fuzileiros Navais como força estratégica, de pronto emprego e de caráter anfíbio e expedicionário, conforme previsto na Estratégia Nacional de Defesa.
Em 2021, pela primeira vez a operação contou com a participação do Exército Brasileiro e da Força Aérea Brasileira.